# Вельменфруа
Вельменфруа́ (фр. Velleminfroy) — коммуна во Франции, находится в регионе Франш-Конте. Департамент — Верхняя Сона. Входит в состав кантона Со. Округ коммуны — Люр.
Код INSEE коммуны — 70537.

## География
Коммуна расположена приблизительно в 330 км к юго-востоку от Парижа, в 55 км северо-восточнее Безансона, в 13 км к востоку от Везуля.
На севере коммуны протекает река Колонбина.

## Население
Население коммуны на 2010 год составляло 281 человек.
| 1962 | 1968 | 1975 | 1982 | 1990 | 1999 | 2010 |
| ---- | ---- | ---- | ---- | ---- | ---- | ---- |
| 203  | 172  | 205  | 221  | 247  | 276  | 281  |

## Экономика
В 2010 году среди 187 человек трудоспособного возраста (15—64 лет) 134 были экономически активными, 53 — неактивными (показатель активности — 71,7 %, в 1999 году было 68,3 %). Из 134 активных жителей работали 123 человека (61 мужчина и 62 женщины), безработных было 11 (4 мужчины и 7 женщин). Среди 53 неактивных 14 человек были учениками или студентами, 26 — пенсионерами, 13 были неактивными по другим причинам.

## Фотогалерея
- Карта коммуны